# Skiftet

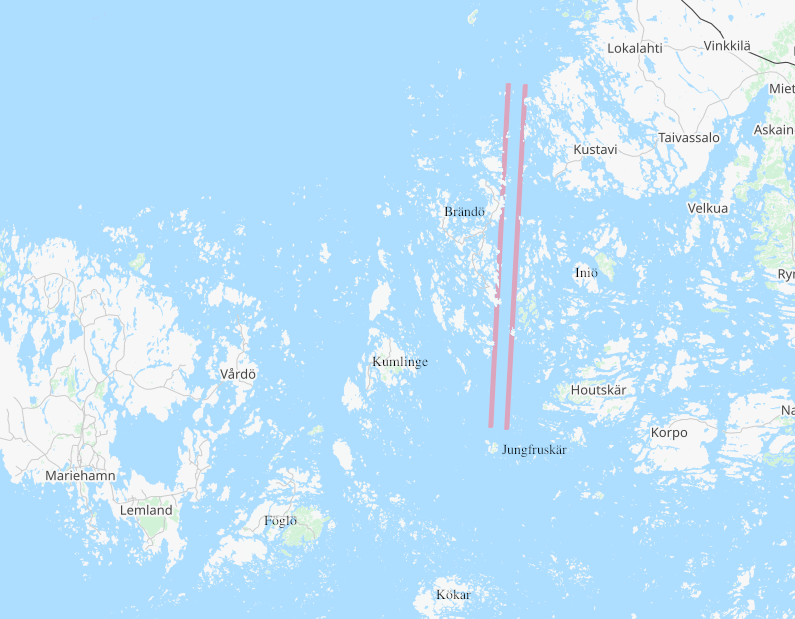
Skiftet är rödmärkt.

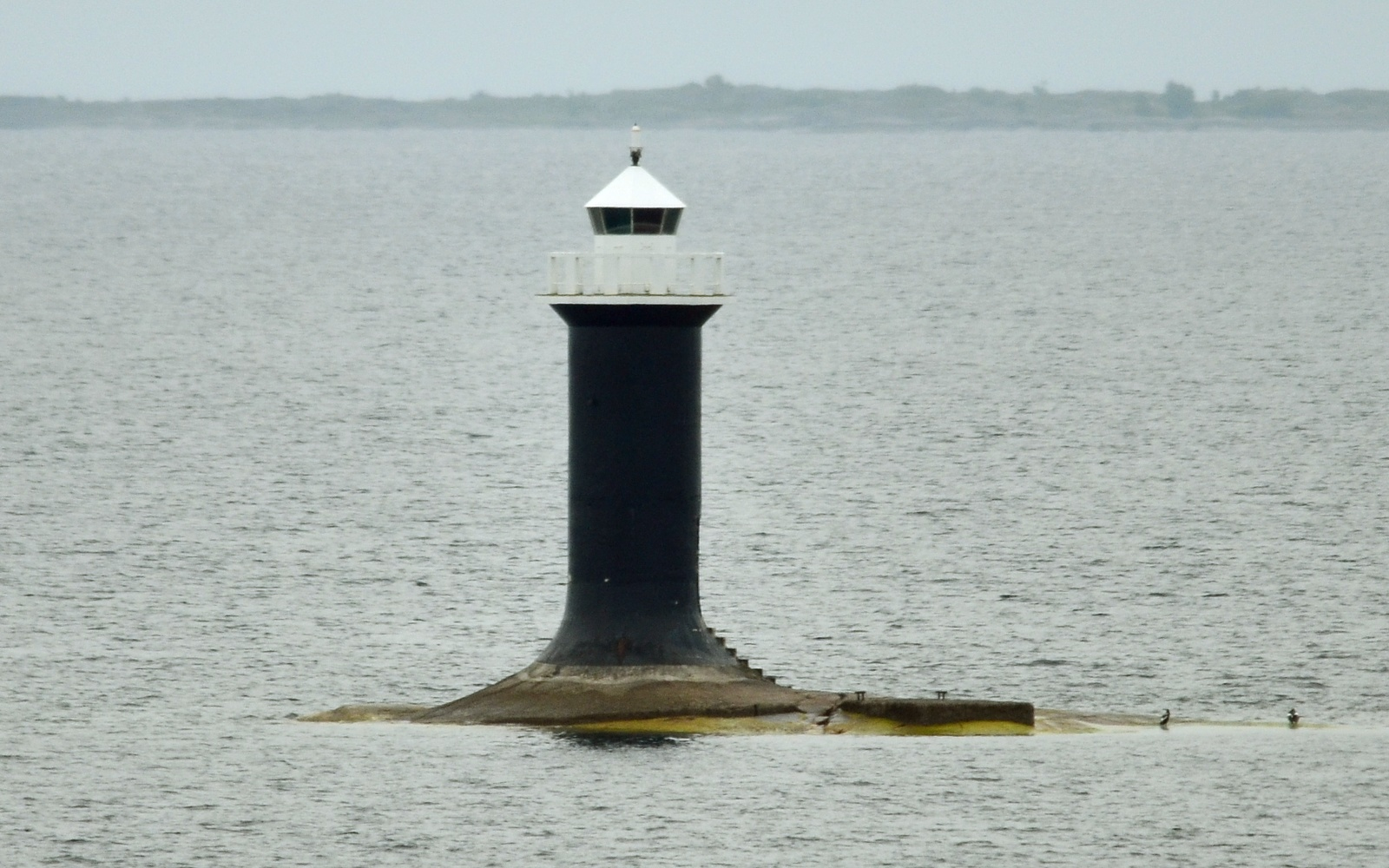
Fyren ”Skiftet” mitt i Skiftet mellan Houtskär och Kökar.

Skiftet (finska: Kihti, på äldre kartor Wattuskiftet) är en förkastning och en fjärd i Skärgårdshavet. Fjärden sträcker sig i nord-sydlig riktning mellan Brändö, Kumlinge,  Sottunga och Kökar i väster och Gustavs, Iniö, Houtskär och Korpo i öster. Skiftet utgör en naturlig gräns mellan Åboland och Åland.